# Врятований світлом
«Врято́ваний сві́тлом» (англ. Saved by the Light) — американський телевізійний фільм 1995 року.

## Сюжет
Все своє життя ветеран В'єтнамської війни Денніон Брінклі був грубим і жорстоким чоловіком. Крім дружини і родичів, його ненавиділи всі жителі їх невеликого містечка. І ось одного разу вночі, коли він говорив по телефону, в нього вдарила блискавка. Мертве тіло Денніона знаходить дружина, але півгодини по тому, коли його вже везли до моргу, він отямився. Після одужання, впродовж якого Денніона переслідували якісь незрозумілі бачення, з ним відбулися незбагненні зміни: він знайшов здатність передбачати майбутнє і дізнаватися про долі зниклих людей за їхніми фотографіями. Із жорстокої людини він перетворився на люблячого чоловіка, співчуваючого сина та дружнього сусіда. Його ставлення до світу змінилося. Він усвідомив, що його призначення — допомагати людям.

## У ролях
| Актор             | Роль                         |
| ----------------- | ---------------------------- |
| Ерік Робертс      | Денніон Брінклі              |
| Джон Александр    | покупець                     |
| Елізабет Еллі     | Грейс Енн                    |
| Авіс-Марі Барнс   | медсестри                    |
| Крісті Бойєрле    | Експо прихильниця            |
| Чик Бенжамін      | перший поліцейський          |
| Ден Брайт         | працівник бензоколонки       |
| Марк Браун        | анестезіолог                 |
| К Келлан          | матір Денніона               |
| Мішель Картер     | менеджер будинку пристарілих |
| Роберт Катрін     | лектор                       |
| Том Чепман        | містер Макколі               |
| Девід Коен        | Денніон                      |
| Джордж Коланджело | лікар                        |
| Джим Р. Коулмен   | Дженкінс                     |